# Eisenbahnkrankheit
Als Eisenbahnkrankheit bezeichnet man eine Diagnose, die ab 1860 mit der Erfindung neuer Fortbewegungsmittel populär wurde. Nach dem häufigen und längeren Reisen mit der Eisenbahn klagten Betroffene über Zittern, Ermüdung, Erschöpfung, nervöse Reizbarkeit und Verdauungsstörungen. Die Symptome erinnern an eine Befindlichkeitsstörung. Im alphabetischen Verzeichnis zum ICD-10 wird die Diagnoseziffer T75.3 für Kinetose vorgeschlagen.
Laut dem Brockhaus von 1892 wurden dafür das Dröhnen und die Erschütterungen der Dampflokomotiven verantwortlich gemacht. Dies führe nach längerem Stehen zu einem dumpfen, anhaltenden Schmerz in den Beinen. Davon seien sowohl das Dienstpersonal als auch die Reisenden betroffen gewesen. In der Diagnose drücke sich auch das Misstrauen gegenüber der neuen Erfindung aus, da Menschen sich bisher noch nie so schnell fortbewegt hätten und die schnell wechselnden optischen Eindrücke noch nicht gewohnt seien. In einem Reisebericht von 1872 findet sich noch die Klage über den Sitzplatz in einem „Rüttelwagen“. Um 1900 hätten sich die Passagiere jedoch bereits daran gewöhnt.
Sigmund Freud vermutete 1906 einen Zusammenhang zwischen Zugreisen und Sexualität.
Otto Dornblüth beschrieb 1934 die Eisenbahnkrankheit dagegen als „Railway spine, Unfallneurose nach Eisenbahnunfällen (aber auch das der Seekrankheit analoge Unwohlsein leicht empfänglicher Menschen nach langer Eisenbahnfahrt: Trockenheit im Halse, Benommenheit und so weiter).“
Ein medizinisches Wörterbuch definierte 1967 die Eisenbahnkrankheit als eine „durch Bewegungsvorgänge und Erschütterungsvorgänge beim Eisenbahnfahren ausgelöste Kinetose.“

## Railway spine
Nach dem in London lebenden dänischen Chirurgen Sir John Eric Erichsen (1818–1896) beschrieb man früher die „wenig gebrauchte Bezeichnung für die als »railway spine« bekannte posttraumatische Neurose“ (Railroad Spine, Erichsensche Krankheit, Morbus Erichsen).
Der damalige Assistenzarzt Hermann Oppenheim von der Berliner Charité veröffentlichte 1888 in der Real-Encyclopädie der gesammten Heilkunde eine ausführliche zweiundzwanzigseitige Monographie über diese railway spine mit ausführlichem Literaturverzeichnis.